# 吉永藩
吉永藩（よしながはん）は、水口藩の初代藩主・加藤明友が転封する前に治めていた藩。石見国安濃郡吉永（島根県大田市）周辺で1万石を領有し、吉永陣屋を構えた。

## 概要
寛永20年（1643年）5月、父・明成が陸奥会津藩40万石を収公されたが、祖父・嘉明の勲功により家名存続を許され、6月に立藩した。
しかし40万石を領する大藩からわずか1万石の小藩にまで成り下がったため、家臣団の縮小などを余儀なくされ、藩財政は一気に悪化した。このため、会津藩から漆器製造者を招聘し、さらに桐・櫨・梅などの栽培を奨励したりするなど、殖産興業に尽力している。また、年貢増徴政策なども行なっているが、このために加藤氏が水口藩に移封された後も、公儀御料の中では特に税率の高い地域になったといわれている。藩の行政機構は小藩になったことから未熟なものとなったとされているが、実情には不明な点も多い。
天和2年（1682年）6月、明友は1万石加増の2万石で、水口藩に転封となり、廃藩となって公儀御料の石見銀山領となった。